# Noorderbrug (Venlo)
De Noorderbrug Venlo in de Nederlandse gemeente Venlo, overspant de rivier de Maas en maakt deel uit van de autosnelweg A67.
Even ten westen ligt het knooppunt Zaarderheiken. Ten oosten van de brug ligt Verzorgingsplaats Reunen. Tot 1970 werd al het autoverkeer via de stadsbrug geleid, door de Venlose binnenstad. In 1970 werd het laatste stuk van de A67 tussen Helden en Venlo aangelegd.